# Foligno
Foligno este o comună din provincia Perugia, regiunea Umbria, Italia, cu o populație de 55.226 locuitori (1 ianuarie 2023) și o suprafață de 264,67 km².

## Demografie
Foligno - evoluția demografică

|  | Graficele sunt indisponibile din cauza unor probleme tehnice. Mai multe informații se găsesc la Phabricator și la wiki-ul MediaWiki. |

Date: Recensăminte sau birourile de statistică - grafică realizată de Wikipedia

## Personalități născute aici
- Giancarlo Guardabassi (n. 1937), cântăreț, disc jockey;
- Francesca Tardioli (1965 - 2022), diplomată.